# Ingemar Teever
Ingemar Teever (Saue, RSS de Estonia, Unión Soviética, 24 de febrero de 1983) es un futbolista estonio que juega como delantero en el Levadia Tallinn en la Meistriliiga y para la selección de fútbol de Estonia.

## Carrera
A sus 19 años, Teever comenzó su carrera profesional con el TVMK Tallinn, habiendo jugado previamente para los clubes de divisiones inferiores Nõmme Kalju y MC Tallinn. Ganó la Meistriliiga 2005, la Copa de Estonia 2003 y la Supercopa de Estonia 2005, antes de abandonar el club en 2005.

### Östers
Se trasladó al club sueco Östers. Anotó un total de cinco goles en sus dos temporadas en Suecia, a pesar de jugar con regularidad.

### Nõmme Kalju
Teever firmó por el club recién ascendido Nõmme Kalju cedido después de que el Östers fuera relegado. Se convirtió en un éxito instantáneo, anotando 23 goles en 35 partidos, ganando el premio de máximo goleador. Después de la primera temporada de vuelta en Estonia, el jugador firmó un contrato permanente. Luego fue golpeado en la rodilla, lo que lo dejó fuera de acción durante la primera mitad de la temporada. Teever regresó por solo 6 partidos, cuando se lesionó el cuello en un accidente de piscina, dejando en peligro su vida, pero se recuperó por completo y volvió para la temporada 2010.

### Pfullendorf
El 29 de julio de 2010 se anunció que Ingemar Teever firmó con el club alemán Pfullendorf. En sus dos años en el club, marcó diez goles en 51 partidos.

### Levadia Tallinn
Después de que su contrato expiró en mayo de 2012 Teever regresó a Estonia y se unió al equipo de fútbol playa del club Nõmme Kalju. También formó parte de la selección de fútbol playa de Estonia que jugó la Clasificación de UEFA para la Copa Mundial de Fútbol Playa FIFA 2013 en Moscú a principios de julio. Luego de eso Teever firmó un contrato con el Levadia Tallinn y se unió al equipo que jugó la Liga Europea de la UEFA. El 19 de julio de 2012, Teever hizo su debut con el club cuando entró como suplente del segundo tiempo en un partido de la Liga Europea de la UEFA ante el equipo chipriota Anorthosis Famagusta. Anotó su primer gol con el club en su debut en la Meistriliiga el 23 de julio de 2012, cuando anotó de tiro libre en el tiempo de descuento contra el JK Tallinna Kalev.

## Clubes
| Club                 | País     | Temporada   |
| -------------------- | -------- | ----------- |
| TVMK Tallinn         | Estonia  | 2002 - 2005 |
| Östers               | Suecia   | 2006 - 2007 |
| Nõmme Kalju (cedido) | Estonia  | 2008        |
| Nõmme Kalju          | Estonia  | 2009 - 2010 |
| Pfullendorf          | Alemania | 2010 - 2012 |
| Levadia Tallinn      | Estonia  | 2012 - Act. |

## Palmarés
TVMK Tallinn
- Meistriliiga: 2005
- Copa de Estonia: 2003
- Supercopa de Estonia: 2005